# MobyGames
MobyGames je web stranica posvećena katalogiziranju novijih i starijih računalnih i video igra. Stranica ima opsežnu podatkovnu bazu informacija o videoigrama. Cilj web stranice je kako piše među njihovim čestim upitima (FAQ), je sljedeći: "Pedantno katalogizirati sve relevantne informacije o elektroničkim igrama  (računalnim, konzolnim, i arkadnim) na bazi svake od igre posebno, i ponuditi tu informaciju kroz fleksibilne upite i “rudarenje podataka”. U terminima za laike, može se reći da je ogromna baza podataka igara." Po informacijama iz ožujak 2007, katalog je sadržavao više od 78 zasebnih igračih platforma (konzole, osobna računala i handheld uređaji uključujući mobilni telefoni) i više od 18 tisuća jedinstvenih igara.

## Vanjske poveznice
- MobyGames
- MobyGames FAQ